# Lista över produkter från Target Games
Denna lista innehåller ett urval av produkter från Target Games inkluderande dotterbolaget Äventyrsspel, listade i kronologisk ordning efter utgivningsdatum.

## Äventyrsspel

### 1982
- Drakar och Demoner

### 1983
- Monstret som slukade Stockholm
- Lützen (sällskapsspel)
- Sinkadus (tidskrift, 1984-1994)
- Spindelkonungens pyramid

### 1984
- Dimön
- Mutant
- Drakar och Demoner

### 1985
- Chock (rollspel)
- Dimön
- Havets vargar
- Döda skogen
- Maktens portar
- I reptilmännens klor
- Skymningens by
- Drakar och Demoner Expert
- Nekropolis (GD 1)
- Monsterboken
- Drakar och Demoner

### 1986
- Kandra
- Högländernas skräck
- Sagan om Ringen - Rollspelet
- Mutant 2
- Bris brygga
- Combat Cars
- Boken om Magnamund
- Rösten från forntiden
- Äventyrspaket 1

### 1987
- Äventyrspaket 1
- Svavelvinter
- Grymkäfts fällor
- Monsterboken II
- Drakar och Demoner Gigant
- Talisman
- Äventyrspaket 2
- Skräckens tre ansikten
- Conan
- Conan cimmeriern
- Drakar och Demoner Samuraj
- Tharbad
- Efter Ragnarök
- Drakar och Demoner

### 1988
- Stadsintermezzon
- Skattkammaren
- Drakar och Demoner (norsk utgåva)
- Brännpunkt Hindenburg
- Stjärnornas Krig - Rollspelet
- Äventyrspaket 2 (dansk utgåva)
- Trakorien
- Drakar och Demoner Ivanhoe
- Katastrofens väktare
- Drakar och Demoner (dansk utgåva)

### 1989
- Ereb Altor
- Monturerna
- Torshem
- Djupets fasor
- Barbia
- Shoguns vrede
- Dödens väg
- Mutant
- En studie i brott
- Uppdrag Tatooine
- Ypsilon 5
- Attackstyrka Shantipole
- Magins färg

### 1990
- Drakar och Demoner Monster
- Oraklets fyra ögon
- Magilre
- Techno 2090
- Conan förgöraren
- Dårarnas ö
- Det fantastiska ljuset
- Cyberzonen
- Drakens land

### 1991
- Drakar och Demoner (1991)
- Svartfolk
- Helvetesfortet
- Melindors återkomst
- Krilloan
- Kopparhavets kapare
- Kult
- Änglars skugga
- SVOT
- Den svarta madonnan
- Mörkrets legioner
- Trollkarlens stav
- Den onda juvelen

### 1992
- Kristalltjuren
- Magikerns handbok
- Mutant R.Y.M.D
- KRIM
- Mort
- Den röda amuletten
- Svärd i Lankhmar
- Drakryttarna
- Det stora kriget
- Gryningens svärd

### 1993
- Svärd och köldmagi
- Drakjakten
- Runstaven
- Mörkret Faller
- Blood Berets

### 1994
- Den femte konfluxen
- Domedagens hjältar
- Doomtrooper
- Ereb Altor (nytryck i Bokform)

## Target Games

### 1994
- Drakar och Demoner (Chronopia)

### 1997
- Svea Rike (datorspel)

### 1998
- De fördömdas armé

### Okänt utgivningsår
- Svea Rike (brädspel)

## Casper
- Kampen om citadellet
- Rappakalja
- The Real Ghostbusters